# الشركة الوطنية للهندسة المدنية والبناء
الشركة الوطنية للهندسة المدنية والبناء (بالفرنسية: GCB)‏هي شركة جزائرية، تابعة لمجمع سوناطراك، تأسست بعد إعادة الهيكلة بتاريخ 1 أغسطس 1981م، بموجب مرسوم رئاسي رقم 81-173 كانت تحت اسم المؤسسة الوطنية للهندسة المدنية و البناء (بالفرنسية: ENGCB)‏.
بتاريخ جويلية 1998 أصبحت الشركة كشركة مساهمة برأس مال قدر أنذاك بـ 7630 مليون دج.

## احصائيات

### رقم الأعمال
رقم أعمال الشركة الوطنية للهندسة المدنية والبناء:
| السنة | القيمة المالية | القيمة المالية |
| ----- | -------------- | -------------- |
| 2014  | 25 مليار دج    | 188 مليون يورو |
| 2015  | 33 مليار دج    | 247 مليون يورو |
| 2016  | 32 مليار دج    | 241 مليون يورو |
| 2017  | 38 مليار دج    | 280 مليون يورو |
| 2018  | 48 مليار دج    | 358 مليون يورو |

### التوظيف
يبلغ عدد الموظفيين في الشركة الوطنية للهندسة المدنية والبناء بتاريخ 2020، 15300 موظف منهم: 9% إطارات، 63% التنفيذ، 28% التحكم.

## انظر ايضاً
- سوناطراك

## روابط خارجية
- الموقع الرسمي